# Hemozoína

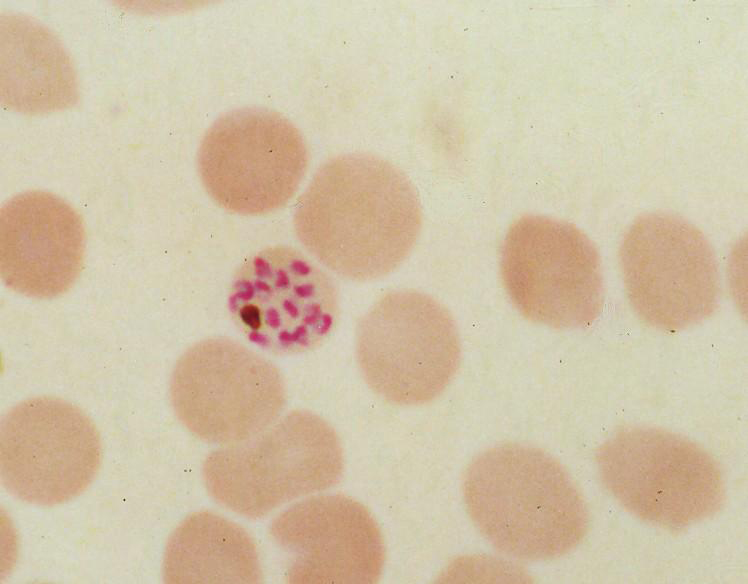
Glóbulo rojo humano infectado por el parásito de la malaria Plasmodium falciparum (en rosa). Se ve un cuerpo residual con marrón con hemozoína.

La hemozoína es un producto de desecho formado a partir de la digestión de la sangre por parte de algunos parásitos hematófagos. Estos organismos hematófagos como el parásito de la malaria (Plasmodium spp.), Rhodnius y Schistosoma digieren la hemoglobina y liberan altas cantidades de hemo libre, que es el componente no proteico de la hemoglobina. El hemo libre es tóxico, por lo que los parásitos lo convierten en una forma cristalina insoluble llamada hemozoína
La formación de hemozoína es esencial para la supervivencia de estos parásitos, por lo que es objetivo atractivo para el desarrollo de fármacos. Se cree que varios medicamentos antimaláricos utilizados actualmente, como la cloroquina y la mefloquina, matan a los parásitos de la malaria al inhibir la biocristalización de la hemozoína. 

## Descubrimiento
Un pigmento marrón oscuro fue observado por Johann Friedrich Meckel en 1847 en la sangre y el bazo de un afectado de locura. Recién en 1849 la presencia de este pigmento se relacionó con la infección por malaria. Inicialmente, se pensaba que este pigmento era producido por el cuerpo en respuesta a la infección, pero Charles Louis Alphonse Laveran se percató en 1880 de que los "parásitos" producen el "pigmento de la malaria" cuando se multiplican dentro de la un eritrocito. Ronald Ross utilizó el vínculo entre el pigmento y los parásitos de la malaria para identificar las etapas en el Plasmodium que se produce dentro del mosquito, ya que, aunque estas formas del parásito se ven diferentes todavía contienen rastros de pigmento.
Más tarde, en 1891, T. Carbone y WH Brown (1911) publicaron artículos que relacionan la degradación de la hemoglobina con la producción de pigmento, describiendo el pigmento de la malaria como una forma de hematina y refutando la idea generalizada de que estaba relacionada con la melanina. Para hacer tal afirmación, Brown contrastó la acción del permanganato de potasio en las melaninas y en el pigmento de malaria. Las melaninas se blanqueaban pero no el pigmento de malaria.
El nombre "hemozoína" fue propuesto por Louis Westenra Sambon. En la década de 1930, varios autores identificaron la hemozoína como una forma cristalina pura de α-hematina y demostraron que la sustancia no contenía proteínas dentro de los cristales. Cabe recalcar que la solubilidad de los cristales de hemozoína y α-hematina es diferente.  

## Formación
Durante fase esquizogónica eritrocitaria (Ocurre dentro del humano, se caracteriza por ser una reproducción asexual, ocurre después de la fase intrahepática), el Plasmodium falciparum consume hasta el 80% de la hemoglobina de la célula huésped. La digestión de la hemoglobina libera α-hematina monomérica (ferriprotoporfirina IX). Este compuesto es tóxico, ya que es un pro-oxidante y cataliza la producción de especies reactivas de oxígeno. Se cree que el estrés oxidativo se genera durante la conversión de hemo (ferroprotoporfirina) en hematina (ferriprotoporfirina IX). La hematina libre también puede unirse y romper las membranas celulares, dañando las estructuras celulares y causando la lisis del eritrocito.

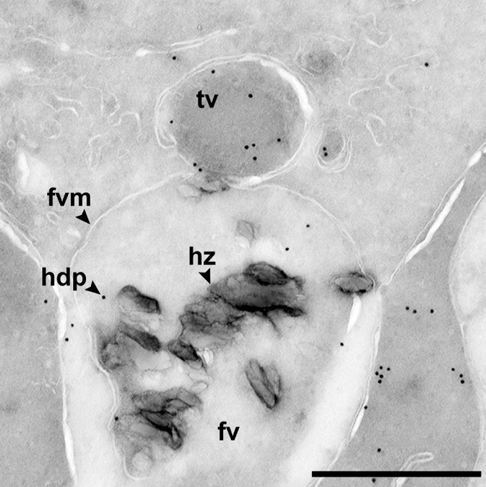
Transporte de vesícula que entrega una Proteína de Desintoxicación de Hemo (hdp) a una vacuola alimenticia para malaria (fv) que contiene cristales de hemozoína (hz). La escala de la barra es de 0,5 µm.

El parásito de la malaria desintoxica la hematina por medio de la biocristalización, convirtiéndola en cristales de β-hematina insolubles y químicamente inertes (la llamada hemozoína). En Plasmodium, la vacuola alimenticia se llena con cristales de hemozoína, que tienen aproximadamente 100-200 nanómetros de largo y cada uno contiene aproximadamente 80 000 moléculas de hemo. Cabe recalcar que la desintoxicación a través de la biocristalización es distinta del proceso de desintoxicación en los mamíferos, donde la enzima hemo oxigenasa cataliza la conversión del grupo hemo en biliverdina, Fe2+ y monóxido de carbono.
Se han propuesto varios mecanismos para la producción de hemozoína en el Plasmodium. Se han propuesto como catalizadores para la formación de hemozoínas los lípidos de membrana, proteínas ricas en histidina, o incluso una combinación de las dos.
Otros autores han descrito una proteína a la que llamaron Proteína de Desintoxicación de Hemo (Heme Detoxification Protein, HDP) y afirman que su acción es más potente que las de los lípidos o las proteínas ricas en histidina. Múltiples mecanismos contribuyen a la formación de hemozoína.
La investigación sobre la formación de hemozoína es principalmente estudiada en Plasmodium. Otros parásito que produce hemozoína es el Schistosoma mansoni que produce grandes cantidades de hemozoína durante su crecimiento que ocurre mientras esta en el torrente sanguíneo humano. Aunque las formas de los cristales son diferentes de las que producen los parásitos de la malaria, análisis químico del pigmento mostró que estaban compuestos de hemozoína.
De manera similar, los cristales formados en el intestino del, insecto vector de la enfermedad de Chagas, Rhodnius prolixus durante la digestión de la sangre genera un cristal de hemozoína con una forma diferente a la del Plasmodium. La formación de hemozoína en el intestino medio del R. prolixus ocurre en condiciones fisicoquímicas fisiológicamente relevantes a la vez que los lípidos llevan a cabo la biocristalización de los grupos hemo. Se ha demostrado que la cristalización autocatalítica de grupos hemo es un proceso ineficiente y que esta conversión disminuye a medida que la concentración de hemozoína aumenta.

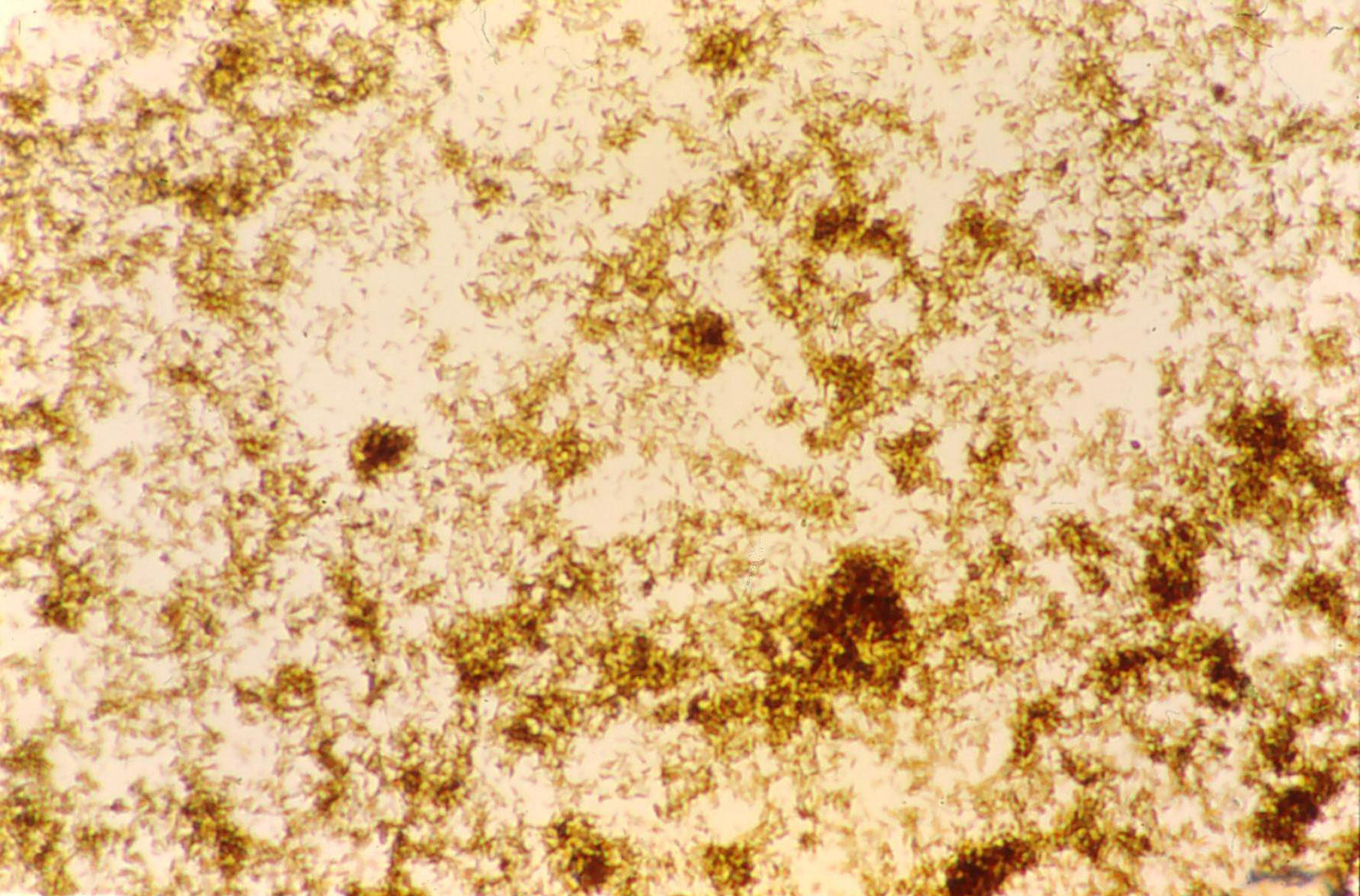
Hemozoína aislada del Plamodium falciparum, coloración de Giemsa. Magnificacióon x 3000

Se han desarrollado varios otros mecanismos para proteger una gran variedad de organismos hematófagos contra los efectos tóxicos del hemo libre. Los mosquitos digieren la sangre extracelularmente y no producen hemozoína. El hemo se retiene en la matriz peritrófica, una capa de proteínas y polisacáridos que cubre el intestino medio de los insectos (mesenterón) separando las células intestinales del bolo sanguíneo.

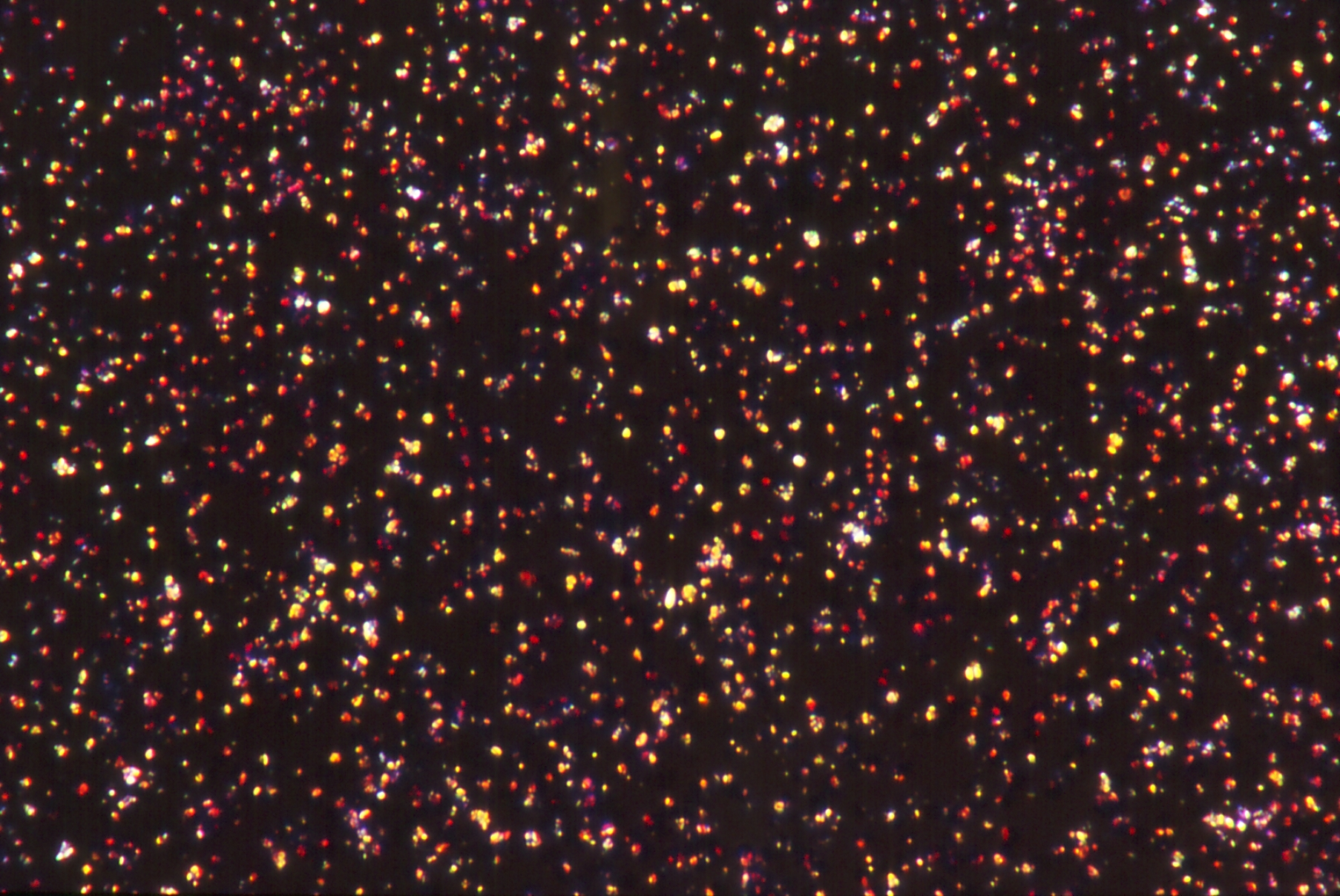
Cristales de hemozoína delPlasmodium falciparum bajo luz polarizada.

Aunque la β-hematina se puede producir espontáneamente en ensayos enzimáticos a pH bajo, el desarrollo de un método simple y confiable para medir la producción de hemozoína ha sido difícil. Esto se debe a la dificultad para medir la diferencia entre el hemo agregado o precipitado y la hemozoína.

## Estructura

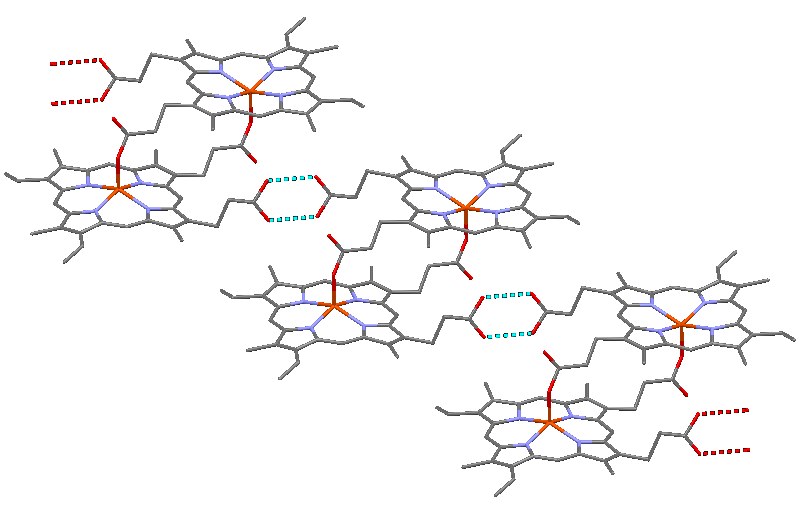
Estructura de la hemozoina. Los enlaces de hidrógeno (representados por líneas punteadas) unen unidades de hematina. Los enlaces coordinados (representados con líneas rojas) unen los átomos de hierro y las cadenas laterales de carboxilato.

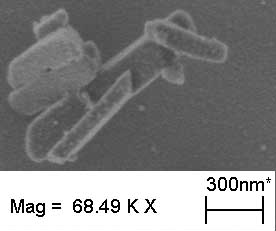
Micrografía electrónica de cristales de hemozoína aislados del parásito de la malaria Plasmodium falciparum. Magnificado 68490 veces.

Los cristales de β-hematina están formados por dímeros de moléculas de hematina que, a su vez, están unidos por enlaces de hidrógeno que forman estructuras más grandes. En estos dímeros, un enlace coordinado de hierro - oxígeno une el hierro central de la una hematina con el oxígeno de la cadena lateral de carboxilato de la hematina adyacente. Estos enlaces recíprocos de hierro-oxígeno son inusuales y no se han observado en ningún otro dímero de porfirina. La β-hematina puede ser un dímero cíclico o un polímero lineal, nunca se ha encontrado una forma polimérica en la hemozoína, lo que descarta que la enzima hemo-polimerasa produce hemozoína.
Los cristales de hemozoina tienen una estructura triclínica distinta y son débilmente magnéticos. La diferencia entre la oxihemoglobina diamagnética de bajo spin y la hemozoína paramagnética nos puede ayudar a aislarlo.
También presentan dicroísmo óptico (Absorbe la luz con mayor fuerza a lo largo de su longitud que a lo ancho), lo que permite la detección de malaria usando un celular automático. La hemozoina se produce en una forma que, bajo la acción de un campo magnético aplicado, da lugar a un dicroísmo óptico inducido característico de la concentración de hemozoina; y la medición precisa de este dicroísmo inducido puede usarse para determinar el nivel de infección por malaria.

## Inhibidores

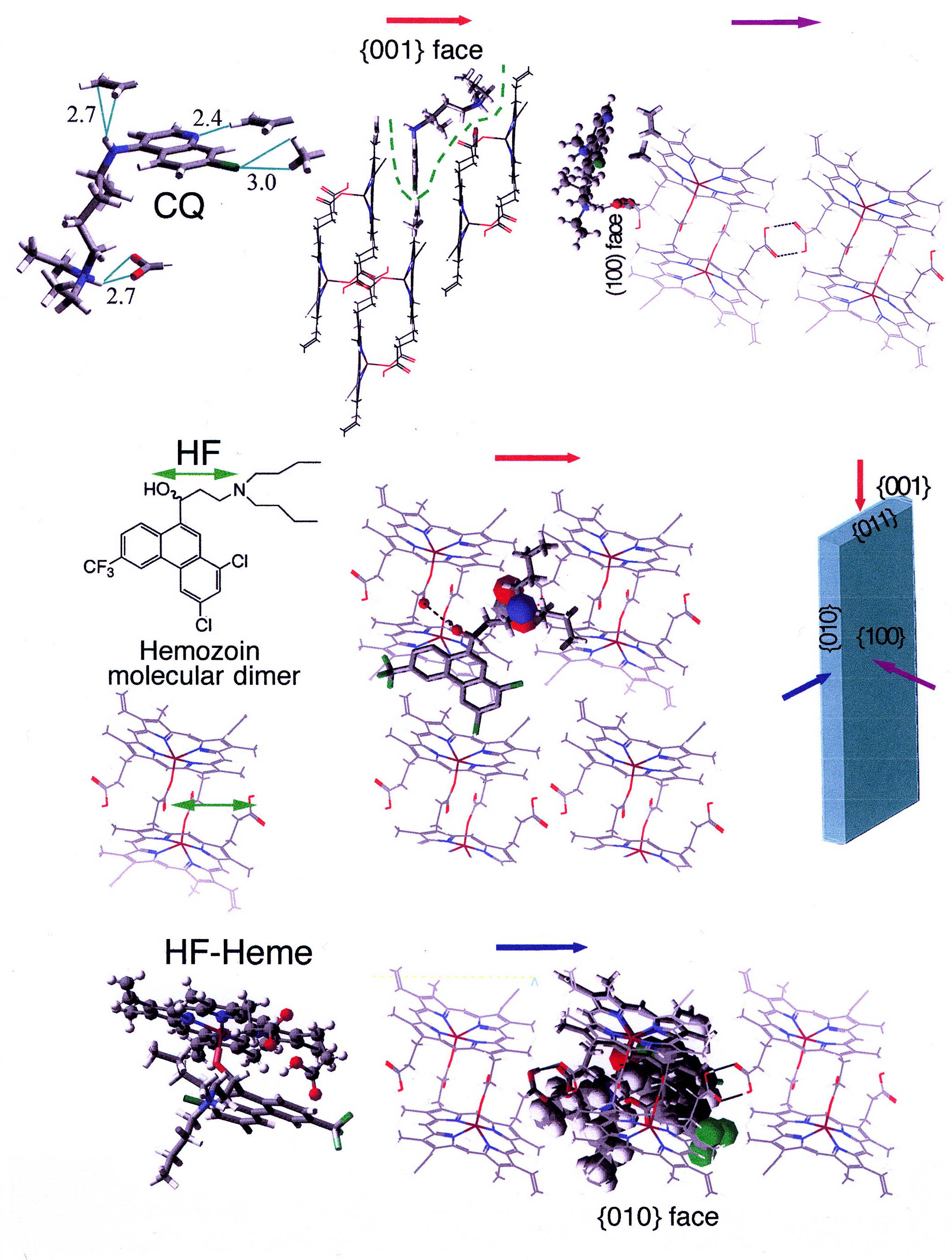
Interacción del hemo con la cloroquina y con la halofantrina.

La formación de hemozoína es un excelente objetivo farmacológico, ya que es esencial para la supervivencia del parásito de la malaria, ya que el hospedero no la produce. Se cree que muchos fármacos utilizados clínicamente actúan inhibiendo la formación de hemozoína en la vacuola alimentaria. Esto evita la neutralización del hemo liberado en este compartimento y mata al parásito.
Los ejemplos mejor entendidos de tales inhibidores de la biocristalización de hematina son los medicamentos de quinoleína como la cloroquina y la mefloquina. Estas drogas se unen a los cristales de hemozoina y hemo libre y, por lo tanto, bloquean la adición de nuevas unidades de hemo en los cristales en crecimiento. La cara pequeña y de crecimiento más rápido es la cara a la que se cree que se unen los inhibidores.

## Papel en fisiopatología
Durante la infección, la hemozoína se libera en la circulación y se fagocita in vivo e in vitro por los fagocitos del huésped y altera funciones en esas células. La mayoría de las alteraciones funcionales fueron efectos posfagocíticos a largo plazo, incluyendo la inhibición de la eritropoyesis in vitro. Por el contrario, durante la fagocitosis de hemozoína se observó una potente estimulación a corto plazo de la estallido oxidativo por parte de los monocitos humanos.